# (1774) Kulikov
(1774) Kulikov – planetoida z pasa głównego planetoid okrążająca Słońce w ciągu 4 lat i 321 dni w średniej odległości 2,88 au. Została odkryta 22 października 1968 roku w Krymskim Obserwatorium Astrofizycznym w Naucznyj na Półwyspie Krymskim przez Tamarę Smirnową. Nazwa planetoidy pochodzi od Dmitrija Kuzmicza Kulikowa, rosyjskiego astronoma. Przed nadaniem nazwy planetoida nosiła oznaczenie tymczasowe (1774) 1968 UG1.